# Kotschya ochreata
Kotschya ochreata là một loài thực vật có hoa trong họ Đậu. Loài này được (Taub.) Dewit & P.A.Duvign. miêu tả khoa học đầu tiên.